# The Lone Ranger (film 2013)
The Lone Ranger è un film del 2013 diretto e co-prodotto da Gore Verbinski; prodotto da Jerry Bruckheimer, in co-produzione con Walt Disney Pictures, e distribuito da Walt Disney Studios Motion Pictures.
Scritto da Ted Elliot, Terry Rossio e Justin Haythe, il film è l'adattamento del personaggio soprannominato The Lone Ranger, apparso in diversi film e serial cinematografici e in una popolare serie televisiva andata in onda dal 1949 al 1957 (trasmessa in Italia come Il cavaliere solitario) e tratto a sua volta da un fumetto e da un programma radiofonico. Il cast principale è formato da Johnny Depp, Armie Hammer ed Helena Bonham Carter.
Nonostante l'accoglienza negativa, il film ha ottenuto due nomination agli Oscar 2014 per i migliori effetti speciali e per il miglior trucco.

## Trama
È l'anno 1933 e in una fiera di San Francisco, Will, un ragazzino che idolatra un personaggio leggendario noto come Lone Ranger incontra Tonto, un Comanche costretto a posare come una statua all'interno di un tendone a tema. Accortosi di Will, Tonto inizia a raccontargli di come John Reid si trasformò da semplice procuratore in un personaggio leggendario, detto il "Ranger solitario".
18 marzo 1869: l'avvocato John Reid ritorna a casa a bordo di un treno che percorre l'incompleta Ferrovia transcontinentale, amministrata dal magnate ferroviario Latham Cole; senza che Reid lo sappia, sul treno si trovano anche l'indiano Tonto (che porta sulla testa un corvo morto a cui dà costantemente da mangiare del miglio) ed un criminale cannibale, Butch Cavendish, il quale è diretto verso la propria impiccagione dopo essere stato catturato da Dan Reid, il fratello maggiore di John nonché Texas Ranger. Improvvisamente i complici di Cavendish attaccano il treno per liberare il bandito ma mentre Tonto sta per uccidere quest'ultimo, viene fermato da John, la cui intenzione è di impedire un'esecuzione sommaria, permettendo però l'evasione del criminale. Dopo uno spettacolare deragliamento, Tonto viene rinchiuso nel carcere cittadino. John incontra la cognata nonché ex fidanzata Rebecca, quindi viene nominato Texas Ranger e insieme al fratello Dan (da cui ha ricevuto la nomina) e ad altri parte all'inseguimento della banda di Cavendish. Attirato in una trappola da Collins, un traditore, il gruppo di rangers viene massacrato, e Cavendish uccide personalmente Dan strappandogli il cuore dal petto.
Poco dopo, sul luogo sopraggiunge Tonto che, evaso di prigione in circostanze misteriose, decide di dare degna sepoltura ai corpi, non prima di aver "barattato" alcuni dei propri oggetti con quelli dei caduti: mentre si accinge ad effettuare l'ultimo baratto con John, quest'ultimo si risveglia ed afferra l'indiano per un braccio, ma viene tramortito nuovamente con una pietra con l'intenzione di seppellirlo comunque. A fargli cambiare idea è l'apparizione di un cavallo bianco (che i Comanche considerano uno spirito errante con il potere di riportare alla vita i morti) che si interessa a John nonostante l'indiano insista affinché l'animale resusciti invece Dan, da lui considerato un grande guerriero.
Rassegnatosi alla "scelta" del cavallo, Tonto soccorre John, e quando quest'ultimo si riprende, gli spiega di essere alla caccia di un Windigo, uno spirito malvagio divoratore di uomini, e che il cavallo sosteneva che John era uno spirito errante, un guerriero tornato dalla morte che non poteva essere ucciso in battaglia. Seppur scettico, John si fa convincere da Tonto a sfruttare il fatto che i criminali lo credevano morto e, indossata una maschera ricavata dal gilet del fratello, egli diviene il Lone Ranger. I due si recano così in una casa di tolleranza recentemente visitata da Collins, dove incontrano la proprietaria, Red Harrington, che li informa di una discussione avuta da Dan e Collins a causa di una pietra d'argento, che Tonto ritene maledetta.
Intanto, Cavendish e i suoi uomini, travestiti da Comanche, attaccano le frontiere texane facendo ricadere la colpa sulla tribù: fra i vari luoghi attaccati vi è anche la casa di Rebecca e di suo figlio Danny, che vengono fatti prigionieri. Giunti sul luogo, John e Tonto attaccano i tre banditi rimasti, uccidendone due e mettendo in fuga il terzo, per poi mettersi alla ricerca dei prigionieri; nel mentre, Collins, pentito per le precedenti azioni, aiuta questi ultimi a fuggire per poi essere ucciso da Cole, che soccorre madre e figlio.
Nel frattempo, perdutisi nel deserto, John e Tonto vengono catturati da una tribù Comache, il cui capotribù racconta a John il passato di Tonto: quando quest'ultimo era un bambino, soccorse due uomini perdutisi nel deserto, i quali, scoperto dell'argento lungo il fiume dove si trovava il suo villaggio, chiesero al giovane dove si trovasse la fonte del corso d'acqua; dapprima riluttante, Tonto accettò di guidarli in cambio di un orologio da tasca di poco valore. Scoperta un'immensa miniera d'argento, i due uomini decisero di tenere l'informazione segreta, e per fare ciò sterminarono l'intero villaggio indiano: l'unico a sopravvivere fu Tonto, rimasto in vita nonostante gli avessero sparato un proiettile, presumibilmente alla testa.
Finita la storia, il capotribù informa John che a causa degli attacchi dell'esercito americano i Comanche sono sul piede di guerra. John tenta di far desistere la tribù spiegando l'equivoco provocato da Cavendish, ma lui e Tonto vengono abbandonati nel villaggio interrati fino al collo e destinati a morire di sete. Dopo essere miracolosamente rimasti illesi dal passaggio di un intero squadrone di cavalleria sulle loro teste, però, i due si liberano grazie all'aiuto del cavallo di John e subito si recano alla miniera per catturare il bandito.
Grazie ad un sotterfugio, il piano ha successo, ma quando Tonto tenta di uccidere Cavendish, John lo tramortisce al fine di portare il criminale in un'aula di tribunale: giunto sul treno di Cole, però, lui e Cavendish si rivelano essere in combutta, ed avvalendosi dell'appoggio del corrotto capitano Jay Fuller fanno prigioniero John per poi condannarlo alla fucilazione. Fortunatamente, però, il Lone Ranger viene soccorso dal sopraggiunto Tonto, con il quale scappa via anche grazie al provvidenziale attacco dei Comanche, che però vengono tutti uccisi.
Giunto il giorno del completamento dei lavori della ferrovia transcontinentale, Cole rivela il suo vero piano, ovvero acquistare la quota di maggioranza della compagnia ferroviaria con il denaro ottenuto dalla vendita dell'argento, e dopo aver sparato al presidente a una gamba, ne prende il posto con il coercitivo sostegno degli altri soci.
Nel mentre, John e Tonto fanno esplodere un ponte con l'uso congiunto di dinamite e nitroglicerina, e poco dopo rubano il treno carico di argento che però viene inseguito da Cavendish, Cole e Fuller a bordo di un secondo convoglio: dopo una lunga serie di sparatorie e combattimenti corpo a corpo, John uccide Cavendish e Fuller e salva Rebecca e Dan Jr. Tonto restituisce a Cole l'orologio da tasca che ha tenuto per tutti quegli anni passati, prima che il treno si precipiti dal ponte distrutto, annegando Cole sotto tutto l'argento.
Tonto, conclusa la propria storia, si allontana dal bambino lasciando lì il suo corvo che, all'apparenza morto, si rivela essere invece vivo.

## Produzione

### Sviluppo
L'intenzione di produrre un film, basato sul personaggio del "Cavaliere solitario", venne fuori a partire dai primi Anni Duemila da alcune major come la Columbia Pictures e The Weinstein Company, rielaborando un progetto della Classic Media.
Tra il 2007 e il 2008, il progetto venne avvicinato da Jerry Bruckheimer, il quale decise di finanziarlo insieme alla Walt Disney Pictures e Classic Media.

### Pre-produzione
Bruckheimer riunì i membri della produzione de "Pirati dei Caraibi": Gore Verbinski alla regia (assunto dopo le trattative fallite nel 2010 con Mike Newell), Ted Elliott e Terry Rossio alla sceneggiatura (in seguito rielaborata da Justin Haythe, che condivide i crediti finali), Hans Zimmer come compositore della colonna sonora e Penny Rose come costumista. Nel cast venne coinvolto fin da subito Johnny Depp nel ruolo del nativo Tonto; l'attore Armie Hammer è stato selezionato per interpretare il protagonista, un ruolo che Bruckheimer ha descritto come scritto per "un giovane personaggio di Jimmy Stewart".

### Produzione e riprese
In preparazione dal 2009, il film ha avuto una produzione travagliata; è stato più volte posticipato a causa del budget esorbitante finché, nel febbraio 2012, è stato ufficialmente annunciato il via libera definitivo alle riprese.
Le location delle riprese si estendevano in sei stati: Utah, Colorado, New Mexico, Arizona, Texas e California. Le riprese ha incontrato diversi problemi, tra cui il maltempo, incendi, una epidemia di varicella e la morte di un membro della troupe, Michael Andrew Bridger, il 21 settembre 2012. Diversi membri del cast hanno dovuto ricevere un addestramento rigoroso sull'equitazione, sull'uso delle pistole e del lazo.
La Industrial Light & Magic, con John Frazier come supervisore, ha creato gli effetti visivi per The Lone Ranger , incluso un rendering in CGI del Golden Gate Bridge come appariva mentre era in costruzione nel 1936, sebbene l'apertura del film sia ambientata nel 1933.

### Budget
Il budget del film ammonta a 250 milioni di dollari.

## Promozione
Dopo avere diffuso online diverse fotografie di scena, la Disney ha proiettato a sorpresa durante il Comic-Con di San Diego un teaser trailer del film della durata di tre minuti. Il 3 ottobre 2012 è stato pubblicato un primo trailer del film. Il 17 aprile 2013 è stato organizzato un evento trasmesso in diretta mondiale, durante il quale i fan hanno potuto proporre a cast, produttore e regista le proprie domande, interagendo tramite Facebook e Twitter; contemporaneamente ha fatto la sua comparsa online il trailer definitivo del film.

## Distribuzione
Il primo trailer ha debuttato al Comic-Con di San Diego prima di essere distribuito nelle sale statunitensi il 3 ottobre 2012. La Disney ha utilizzato il collegamento alla produzione del film con la serie Pirati dei Caraibi come slogan principale nel marketing del film.
The Lone Ranger è stato selezionato come film di chiusura del Taormina Film Festival. La prima mondiale si è tenuta il 22 giugno all'Hyperion Theatre a Hollywood, con il ricavato devoluto all'American Indian College Fund.
Il film è stato rimasterizzato e distribuito nelle sale IMAX il 7 agosto 2013 in diversi territori internazionali tra cui Regno Unito e Giappone.

### Edizione italiana
Il film è uscito in Italia su distribuzione dei Walt Disney Studios Motion Pictures Italy. La direzione del doppiaggio e i dialoghi italiani sono a cura di Carlo Cosolo, per conto della Technicolor spa.

### Home Media
Il film uscì in DVD e Blu-Ray a partire dal 17 dicembre dello stesso anno.

## Accoglienza

### Incassi
Il film non ha avuto incassi all'altezza delle aspettative. Con un budget che tra produzione e marketing è arrivato a 415 milioni di dollari, ne ha incassati 89 milioni in patria e 171 milioni nel mondo, per un totale di 260 milioni di dollari.

### Critica
Oltre al flop economico, il film fu stroncato dalla critica. Il sito aggregatore di recensioni Rotten Tomatoes riporta che il 31% delle 237 recensioni professionali ha dato un giudizio positivo, con un voto medio di 4,88 su 10. Su Metacritic il film detiene un punteggio di 37 su 100, basato su 45 recensioni.
Inoltre la scelta di Johnny Depp per interpretare un nativo americano è stata fortemente criticata e indicata come tipico esempio di whitewashing.
Tuttavia il celebre cineasta Quentin Tarantino disse di aver apprezzato diverse parti del film.

## Sequel cancellato
Prima dell'uscita del film, il 3 giugno, Jerry Bruckheimer ha detto che avrebbe voluto che The Lone Ranger cavalcasse di nuovo, posizionando Johnny Depp come titolare del franchise. Tuttavia, dopo il fallimento critico e finanziario del film, i sequel non sono più in fase di sviluppo.

## Riconoscimenti
- 2014 - Premio Oscar
  - Candidatura per i migliori effetti speciali a Tim Alexander, Gary Brozenich, Edson Williams e John Frazier
  - Candidatura per il miglior trucco a Joel Harlow e Gloria Pasqua-Casny
- 2014 - Razzie Awards
  - Peggior remake, rip-off o sequel
  - Candidatura per il peggior film a Gore Verbinski e Jerry Bruckheimer
  - Candidatura per il peggior regista a Gore Verbinski
  - Candidatura per il peggior attore protagonista a Johnny Depp
  - Candidatura per la peggior sceneggiatura a Ted Elliott, Justin Haythe e Terry Rossio